# Великий день у Гарлемі
«Великий день у Гарлемі» чи «Гарлем 1958» — чорно-біла фотографія, груповий портрет 57 відомих джазових музикантів, зроблений у 1958 році в Гарлемі на тлі будівлі з бурого пісковика. Ця фотографія — важливий документ в історії джазу.
Арт Кейн, фотограф-фрілансер, зробив цю фотографію для журналу Esquire близько 10-ї години ранку 12 серпня 1958 року. Музиканти зібралися біля будинку № 17 по 126-й вулиці, між П'ятою і Медісон-авеню. Esquire опублікував фотографію у випуску за січень 1959 року. Сам Кейн назвав знімок «найбільшим з коли-небудь зроблених зображень музикантів тієї епохи»[джерело?].
Джин Бах, нью-йоркський радіопродюсер, розповів історію, що стоїть за знімком, у однойменному фільмі 1994 року. Картина була номінована в 1995 році на премію «Оскар» як кращий документальний фільм.
Станом на серпень 2020 року тільки два з 57 музикантів (Бенні Голсон і Сонні Роллінз) зі знімка живі.

## Музиканти на фотографії
| - Ред Аллен - Бастер Бейлі - Каунт Бейсі - Еммет Беррі - Арт Блейкі - Лоуренс Браун - Сковіль Браун - Бак Клейтон - Білл Крамп - Вік Діккенсон - Рой Елдридж - Арт Фармер | - Бад Фрімен - Діззі Гіллеспі - Тайрі Гленн - Бенні Голсон - Сонні Грір - Джонні Гріффін - Джиджі Грайс - Коулмен Гокінс - Джей Сі Герд - Джей Сі Гіггінботем - Мілт Гінтон - Чаббі Джексон | - Гілтон Джефферсон - Озі Джонсон - Генк Джонс - Джо Джонс - Джиммі Джонс - Тафт Джордан - Макс Каміський - Джин Крупа - Едді Лок - Меріен Макпартленд - Чарльз Мінгус - Міфф Мол | - Телоніус Монк - Джеррі Малліган - Оскар Петтіфорд - Руді Павелл - Лакі Робертс - Сонні Роллінз - Джиммі Рашинг - Пі Ві Рассел - Сахіб Шихаб - Горас Сільвер - Затті Сінглтон - Стафф Сміт | - Рекс Стюарт - Максин Салліван - Джо Томас - Вілбур Вейр - Дікі Веллс - Джордж Веттлінг - Ерні Вілкінс - Мері Лу Вільямс - Лестер Янг |

## У культурі
Знімок відіграє ключову роль у фільмі Стівена Спілберга «Термінал». Батько героя фільму Віктора Наворскі (виконує Том Генкс) збирав автографи джазменів, зображених на фотографії. Син прилітає в США, щоб завершити справу, розпочату батьком, і взяти останній автограф у Бенні Голсона.